# Trachyphonus
Trachyphonus is een geslacht van vogels uit de familie Lybiidae (Afrikaanse baardvogels).

## Soorten
Het geslacht kent de volgende soorten:
- Trachyphonus darnaudii  – D'Arnauds baardvogel
- Trachyphonus erythrocephalus  – Vuurkopbaardvogel
- Trachyphonus margaritatus  – Geelborstbaardvogel
- Trachyphonus usambiro  – Usambirobaardvogel
- Trachyphonus vaillantii  – Kuifbaardvogel